# Assembly

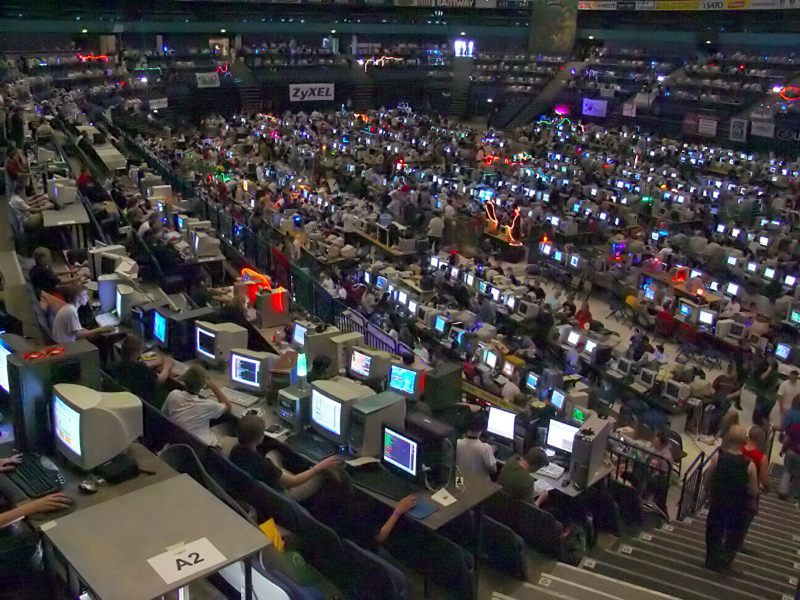
Vue de l'Assembly 2004

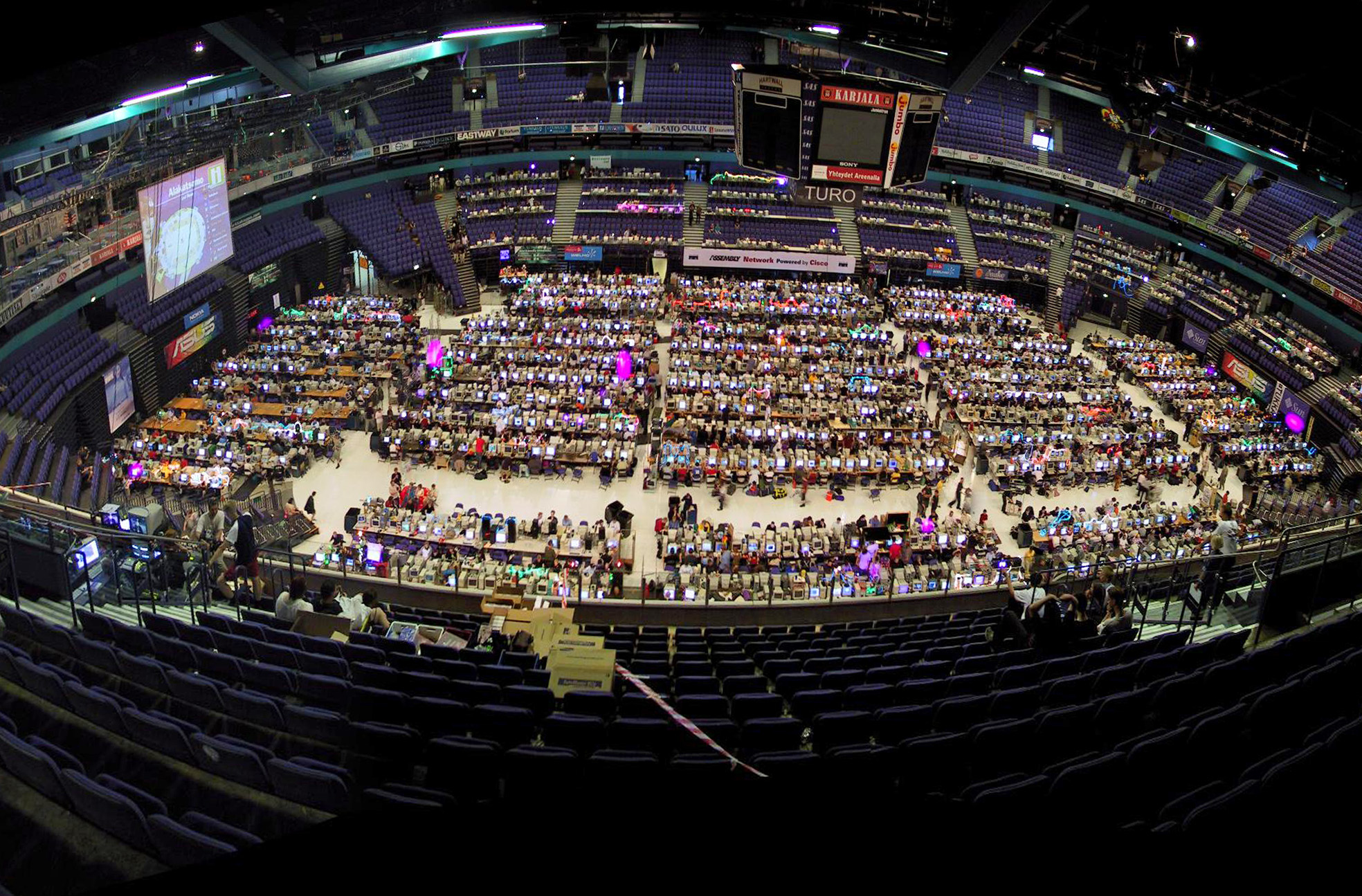
Vue panoramique de l'Assembly 2002

Pour les articles homonymes, voir Assembly.
L'Assembly (en anglais, « l'assemblée ») est un événement annuel parmi les plus importants de la scène démo en Finlande. L'événement a lieu chaque année depuis 1992. Les organisateurs principaux sont Pekka Aakko (Pehu du groupe Accession) et Jussi Laakkonen (Abyss du groupe Future Crew). Depuis 2012, l'événement comprend une demoparty estivale nommée Assembly Summer, et une LAN party hivernale nommée Assembly Winter. 